# Henri Coandă

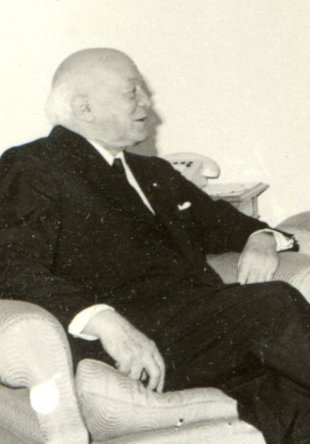
Henri Marie Coandă 1967

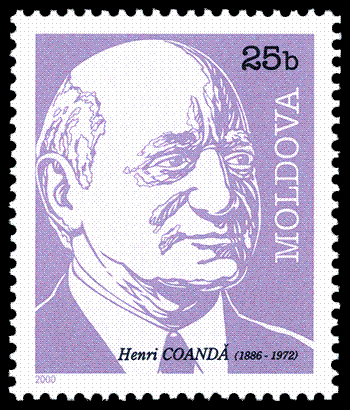
Henri Coandă (moldauische Briefmarke 2000)

Henri Marie Coandă (Ausspracheⓘ; * 7. Juni 1886 in Bukarest; † 25. November 1972 ebenda) war ein rumänischer Physiker und Aerodynamiker. Er entdeckte den nach ihm benannten Coandă-Effekt.

## Leben
Henri Marie Coandă wurde in Bukarest als zweites Kind einer neunköpfigen Familie geboren. Sein Vater war der General und Politiker Constantin Coandă. Seine Mutter, Aida Danet, war die in der Bretagne geborene Tochter des französischen Arztes Gustave Danet.
Coandă besuchte die Petrache Poenaru Schule und das Sf.-Sava-Lyceum (Colegiul Național „Sfântul Sava“ CNSS) in Bukarest. 1899 ging er auf Wunsch seines Vaters zum Armee-Lyceum in Iași (Școala Fiilor de Militari din Iași), das er 1903 als Unteroffizier (Sergeant Major) abschloss. Danach ging er an die Militärhochschule für Schiffbau und Artillerie nach Bukarest und wurde 1904 mit einem Artillerieregiment nach Deutschland verlegt. Er schrieb sich im selben Jahr an der Technischen Hochschule in Berlin-Charlottenburg ein.
1905 baute er ein Flugzeug für die rumänische Armee.
Von 1907 bis 1908 studierte Coandă am Montefiore Institut der Universität Lüttich, wo er Gianni Caproni traf. 1908 kehrte er nach Rumänien zurück und war Offizier im zweiten Artillerieregiment. Er konnte sich mit der Militärdisziplin nicht anfreunden und unternahm nach seiner Entlassung eine Automobilreise nach Isfahan, Teheran und Tibet. Nach seiner Rückkehr ging er 1909 nach Paris an die École Supérieure d’Aéronautique et de Construction Mécanique (heute Institut Supérieur de l’Aéronautique et de l’Espace, auch SUPAERO) wo er 1910 Luftfahrtingenieur wurde.
Mit der Coanda-1910 baute er das erste Flugzeug mit Strahltriebwerk (genauer: Thermojet). Beim ersten Testflug damit, am 10. Dezember 1910, entdeckte er den nach ihm benannten Coandă-Effekt. Er beobachtete während der Landung des Flugzeugs, wie sich die Gase und die Flammen aus dem Triebwerk am Rumpf des Flugzeugs entlang anlegten. Dabei geriet das Flugzeug in Brand und wurde vollständig zerstört. Je ein Nachbau dieses Flugzeuges befindet sich im Muzeul Militar Central in Bukarest und in der Abflughalle des nach ihm benannten Bukarester Flughafens.
1911 baute Coandă ein zweimotoriges Flugzeug mit nur einem Propeller. Dabei waren zwei Gnome-Siebenzylinder-Sternmotoren parallel zum Rumpf angebracht und wirkten auf einen Vierblatt-Propeller aus Holz.
Von 1911 bis 1914 war er technischer Direktor der British and Colonial Aeroplane Company, anschließend bis 1916 bei Delaunay-Belleville, wo er einige Flugzeuge konstruierte. Hierzu gehörte beispielsweise die Coanda-Delauny-Belleville No. 4 mit einer Rumpfstruktur in geodätischer Bauweise.
1935 baute er auf Basis des Coandă-Effektes ein Fluggerät in Form einer Fliegenden Untertasse, die er als Aerodina Lenticulara bezeichnete. Dieses Konzept wurde später in Kanada von der Firma Avro Canada unter der Bezeichnung Avro Canada VZ-9AV Avrocar weiterentwickelt.
1970 wurde Coandă Mitglied der Rumänischen Akademie. Der internationale Flughafen von Bukarest-Otopeni ist heute nach ihm benannt.